# ألفريدو ناسيمنتو
ألفريدو ناسيمنتو (بالبرتغالية: Alfredo Nascimento) هو سياسي برازيلي، ولد في 5 مايو 1952 في البرازيل. حزبياً، نشط في Liberal Party (Brazil, 2006) ‏. وقد انتخب عضو مجلس النواب البرازيلي ‏ عن دائرة Amazonas ‏ وقد انضم خلال فترته النيابية ‏ للكتلة البرلمانية Liberal Party (Brazil, 2006) ‏ وانتخب عضو مجلس الشيوخ من البرازيل.